# Dareios III.
Dareios III. Kodomannos (řecky Δαρείος, staropersky Dárajavauš [  ]; kolem 380 př. n. l. – 330 př. n. l.) byl perský velkokrál z rodu Achaimenovců vládnoucí v letech 336–330 př. n. l. Jeho otcem byl Arsanés, vnuk krále Dareia II., matkou Sisygambis, dcera Artaxerxa II. Dareios III. byl poslední achaimenovský král, který ovládal celou říši, jeho krátkodobý nástupce Béssos (užívající jako král jména Artaxerxés IV.) měl v moci již jen východ monarchie.

## Počátek vlády
Dareia dosadil na trůn, stejně jako jeho předchůdce Arsa, vlivný eunuch Bagoás, který zřejmě doufal, že nový král bude ještě poslušnějším vykonavatelem jeho vůle než ten předchozí. Avšak Dareios se brzy osvědčil jako činorodý a energický vládce: během velmi krátké doby odstranil Bagoa, potlačil vzpouru v Egyptě a zatlačil do defenzívy makedonské oddíly, které vyslal do Malé Asie král Filip II.
Stabilizace poměrů však byla jen rámcová, říše potřebovala vnitřní reformy a na ty Dareiovi nezbýval čas – roku 334 př. n. l. se na maloasijském pobřeží vylodila armáda Alexandra Velikého, syna zavražděného Filipa II., a začala etapa nepřetržitých vojenských konfliktů.

## Boj s Alexandrem Velikým
Válka zpočátku probíhala bez Dareiovy osobní účasti, pod vedením místních satrapů. Ti ale nebyli schopni Alexandrův postup zastavit (bitva u Gráníku), takže se do čela vojska, shromažďovaného z celé říše, postavil sám král. Ke střetnutí došlo na pomezí Sýrie a Kilikie v listopadu 333 př. n. l. (bitva u Issu), a třebaže se boj nevyvíjel pro perskou stranu nepříznivě, v rozhodující chvíli Dareios „ztratil hlavu“ a z bitvy uprchl. To rozhodlo o výsledku.
V následujících dvou letech Alexandr obsadil Foinikii a pronikl do Egypta, kde ho přivítali jako osvoboditele. Dareios zatím sestavoval novou armádu, s níž chtěl Makedoncům zahradit cestu do nitra své říše. Jeho snaha byla téměř úspěšná, avšak bitva u Gaugamél v Mezopotámii, vybojovaná 1. října 331, skončila nakonec perskou porážkou. Prestiž achaimenovského vladaře byla těžce otřesena.
Dareiův život se nyní změnil v takřka nepřetržitý útěk před postupujícím Alexandrem. Znova a znova se perský král pokoušel organizovat odpor, ale marně. Musel se uchýlit do centrálních oblastí říše, do Médie, a bezmocně sledovat, jak se hroutí jeho vláda. Nakonec ho dal baktrijský satrapa Béssos, jenž rovněž pocházel z achaimenovského rodu, v roce 330 př. n. l. zavraždit a sám se prohlásil králem. V tuto dobu ležela achaimenovská říše již v podstatě v troskách.
Dareios po sobě zanechal dceru Stateiru, kterou si v roce 324 př. n. l. vzal za ženu Alexandr Veliký. Král tím chtěl docílit panovnické legitimity a i jinak všemožně navazoval na perské tradice. Achaimenovskou rezidenci Persepolis však nechal přesto vyplenit.

## Hodnocení
Vzdor katastrofálnímu průběhu války s Alexandrem hodnotili antičtí autoři Dareia spíše pozitivně a vyzdvihovali především jeho statečnost. Vnímali ho jako muže, který byl nucen bojovat proti mimořádně nadanému vojevůdci, a to s velmi různorodou, heterogenní armádou. Vojenská slabost Persie byla patrná už řadu desetiletí.